# فیزیک آریایی

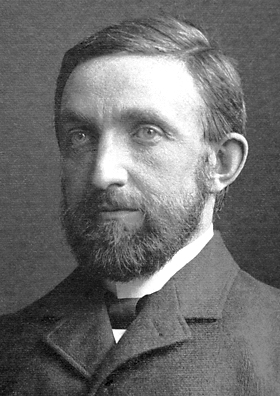
فیلیپ لنارت یکی از معماران اولیه جنبش فیزیک آریایی.

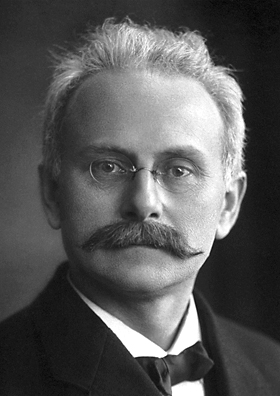
یوهانس اشتارک تلاش کرد دکترای فیزیک آریایی بشود.

دویچه فیزیک (به آلمانی: Deutsche Physik) یا فیزیک آریایی جنبشی ملی‌گرایانه در جامعه فیزیک آلمان در اوایل دهه ۱۹۳۰ علیه کار آلبرت اینشتین بود که فیزیک یهودی نامیده می‌شد. این لفظ از یک کتاب ۴ جلدی فیزیک اثر فیلیپ لنارت در آن دهه گرفته شده بود.#ورنر_هایزنبرگ